# Fire on the Bayou
Fire on the Bayou è un album dei The Meters, pubblicato dalla Reprise Records nell'agosto del 1975.
I brani del disco furono registrati al Sea-Saint Recording Studios di New Orleans, Louisiana (Stati Uniti).

## Tracce
Brani composti e arrangiati dai The Meters, eccetto dove indicato
Lato A
1. Out in the Country – 3:33
2. Fire on the Bayou – 4:05
3. Love Slip Upon Ya – 4:55
4. Talkin' 'Bout New Orleans – 3:31
5. They All Ask'd for You – 4:08

Durata totale: 20:12
Lato B
1. Can You Do Without? – 3:47
2. Liar – 5:05 (Russ Ballard)
3. You're a Friend of Mine – 4:06
4. Middle of the Road – 7:51
5. Running Fast – 1:23
6. Mardi Gras Mambo – 2:36

Durata totale: 24:48
Edizione CD del 2001, pubblicato dalla Reprise Records (8122-73548-2)
Brani composti e arrangiati dai The Meters, eccetto dove indicato
1. Out in the Country – 3:32
2. Fire on the Bayou – 4:04
3. Love Slip Upon Ya – 4:54
4. Talkin' 'Bout New Orleans – 3:32
5. They All Ask'd for You – 4:07
6. Can You Do Without? – 3:46
7. Liar – 5:06 (Russ Ballard)
8. You're a Friend of Mine – 4:05
9. Middle of the Road – 7:51
10. Running Fast – 1:22
11. Mardi Gras Mambo – 2:33
12. Running Fast – 3:23 – Bonus Track - Single Version
13. Keep on Marching – 3:20 – Bonus Track - Previously Unreleased
14. He Bite Me – 2:54 – Bonus Track - Previously Unreleased
15. A Mother's Love – 2:19 – Bonus Track - Previously Unreleased
16. Jambalaya – 2:45 – Bonus Track - Previously Unreleased

Durata totale: 59:33
Edizione CD del 2005, pubblicato dalla Rhino Records
Brani composti e arrangiati dai The Meters, eccetto dove indicato
1. Out in the Country – 3:38
2. Fire on the Bayou – 4:10
3. Love Slip Upon Ya – 3:59
4. Talkin' 'Bout New Orleans – 3:38
5. They All Ask'd for You – 4:12
6. Can You Do Without? – 3:52
7. Liar – 5:12 (R. Ballard)
8. You're a Friend of Mine – 4:11
9. Middle of the Road – 7:57
10. Running Fast – 1:27
11. Mardi Gras Mambo – 2:39
12. Liar – 5:12 (R. Ballard) – Bonus Track
13. You're a Friend of Mine – 4:11 – Bonus Track
14. Middle of the Road – 7:57 – Bonus Track
15. Running Fast – 1:27 – Bonus Track
16. Mardi Gras Mambo – 2:39 – Bonus Track

Durata totale: 66:21

## Formazione
- Arthur Neville - tastiere
- Leo Nocentelli - chitarra
- George Porter Jr. - basso
- Joseph Modeliste - batteria
- Cyril Neville - congas

Note aggiuntive
- The Meters - arrangiamenti, produttori
- Allain Toussaint - produttore
- Marshall E. Sehorn - produttore esecutivo, re-missaggio
- Ken Laxton - ingegnere del suono - re-missaggio
- Roberta Grace - ingegnere del suono
- Wardell Quezergue - arrangiamenti strumenti a fiato